# Dunatetétlen
Dunatetétlen é um município da Hungria, situado no condado de Bács-Kiskun. Tem 43,19 km² de área e sua população em 2015 foi estimada em 499 habitantes.